# 航空电子

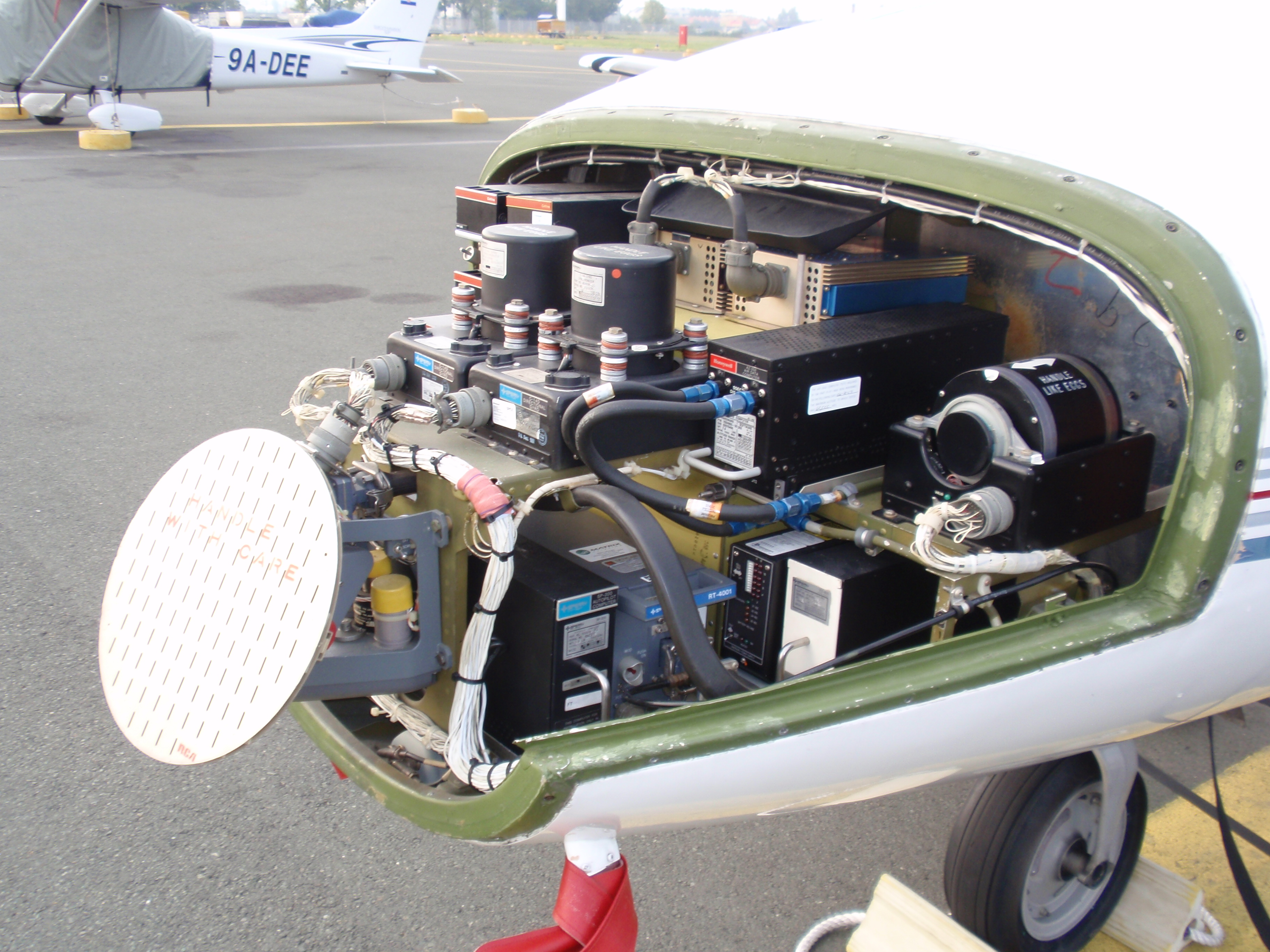
Cessna501民用機的機頭航電艙

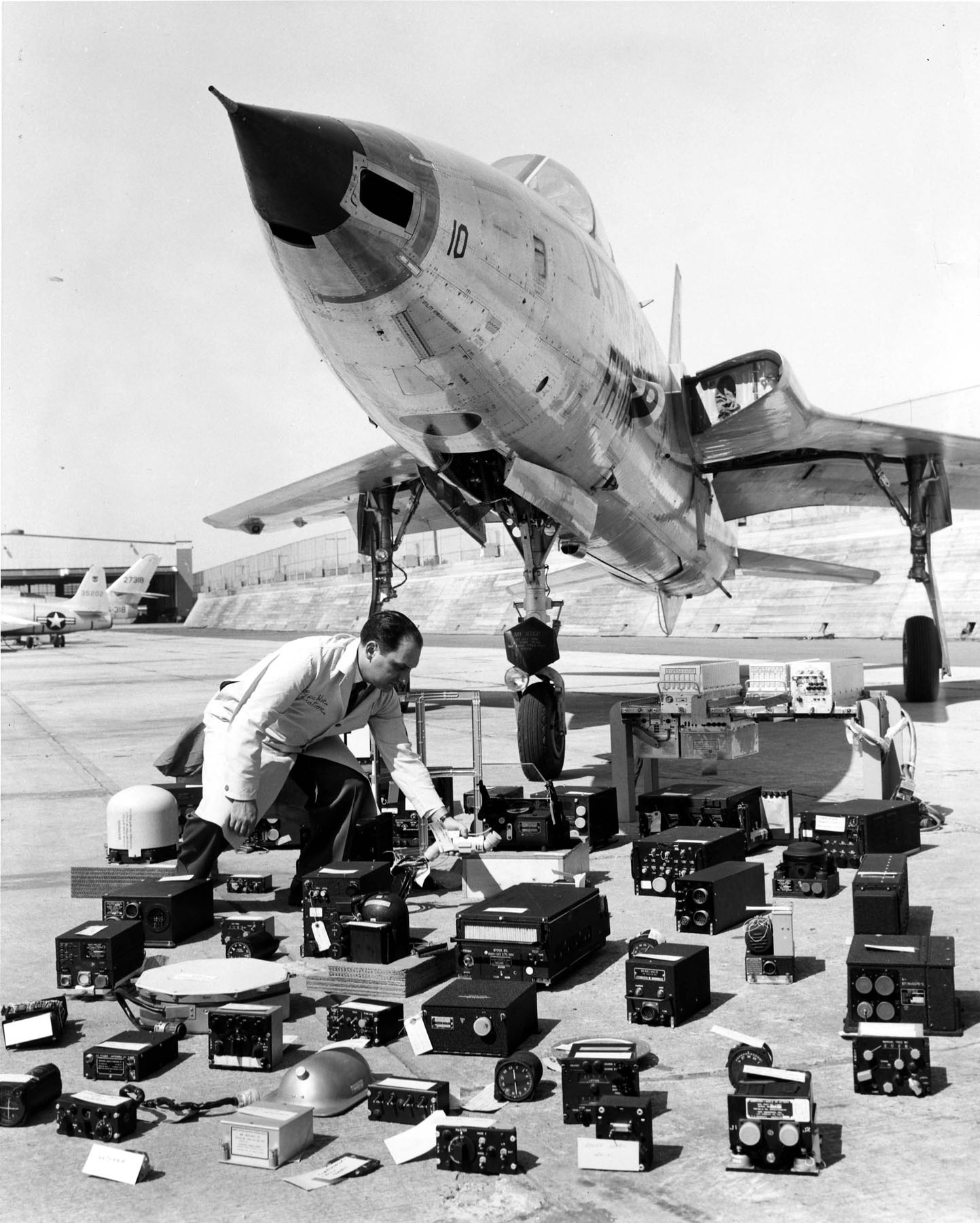
F-105B戰機的航電分解

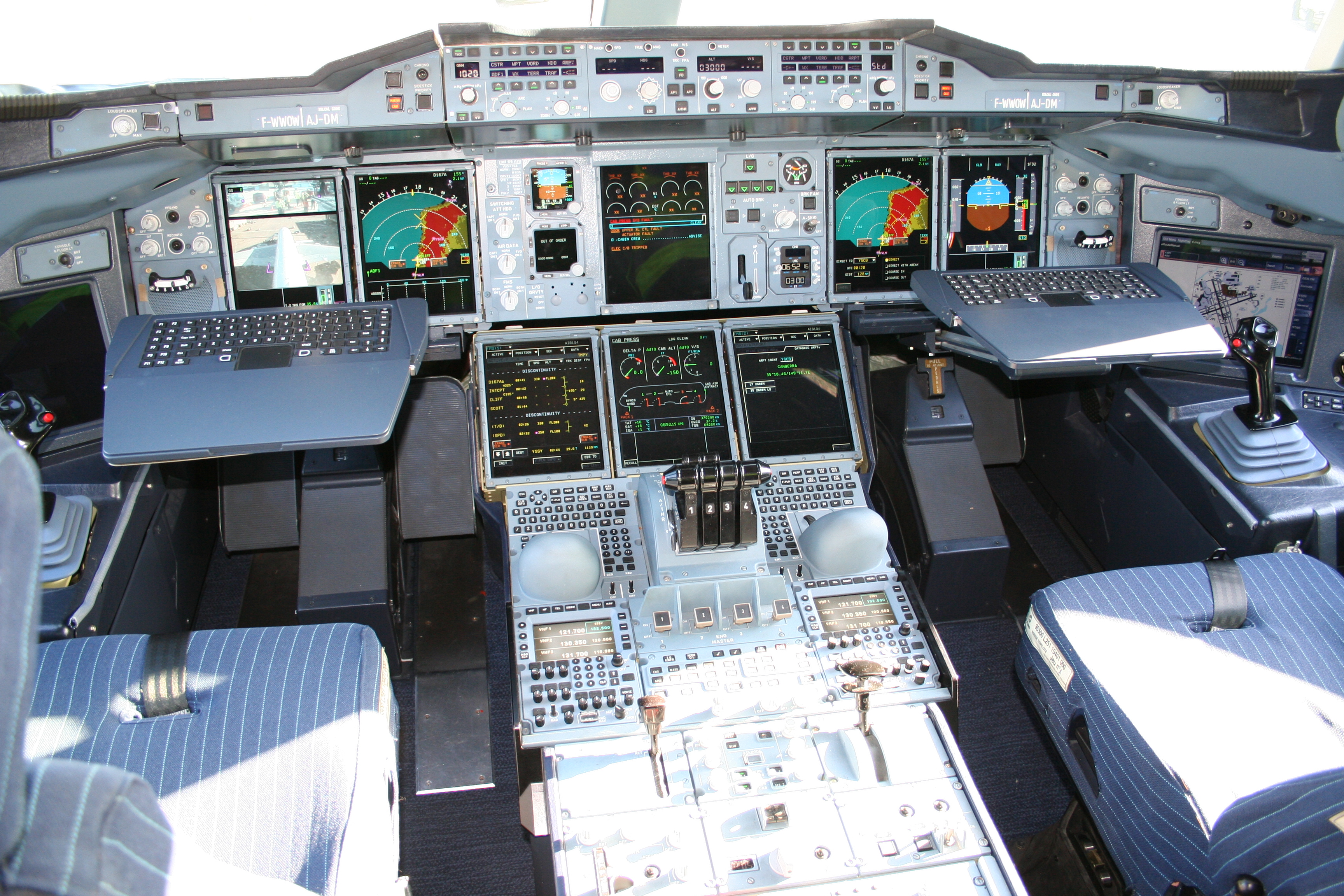
A380的全數位座艙航電

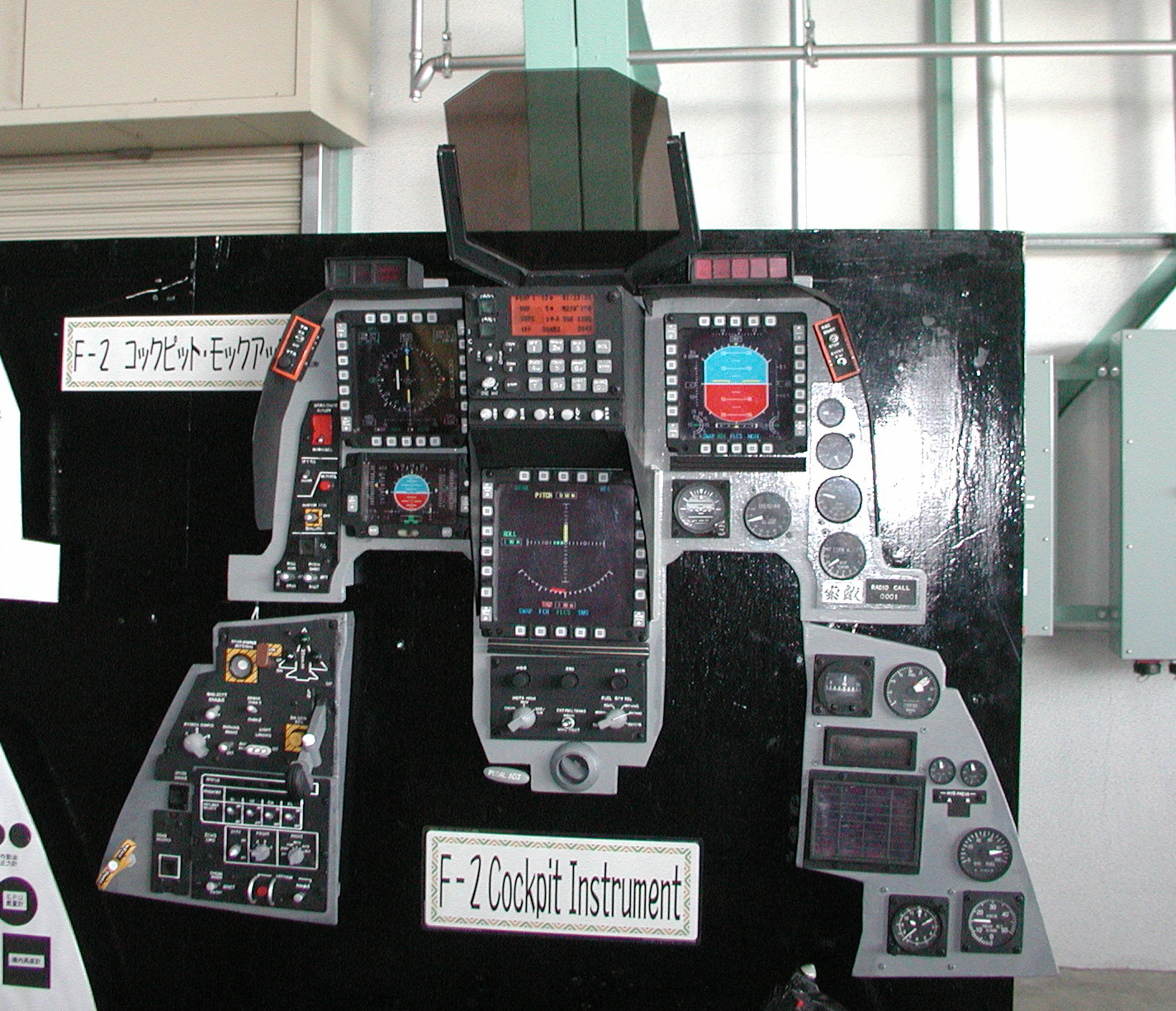
日本F-2戰機的航電儀表

航空电子，簡稱航電，是指飞机上所有电子系统的总和。一个最基本的航空电子系统由通信、导航和显示管理等多个系统构成。航空电子设备种类众多，针对不同用途，这些设备从最简单的警用直升机上的探照灯到复杂如空中预警平台无所不包。
航空电子研究正以惊人的速度改变着航空航天技术。起初，航空电子设备只是一架飞机的附属系统；而如今，许多飞机上先進航電已不可或缺，甚至特種機存在的唯一目的即为搭载这些设备。军用飞机正日益成为一种集成了各种强大而敏感的传感器的战斗平台。完全自動化的飛行，也是依托於日新月異的航空电子技術，大大提高了飛行安全與操作水平。

## 历史
在1970年代之前，航空电子（Avionics）这个词还没有出现，那时航空仪表、无线电、雷达、燃油系统、引擎控制以及无线电导航都是独立的，并且大部分时候属于机械系統。
航空电子诞生于1970年代。伴随着电子工业走向一体化，航空电子市场蓬勃发展起来。在70年代早期，全世界90％以上的半导体产品应用在军用飞机上。到了1990年代，这个比例已不足1％。从1970年代末开始，航空电子已逐渐成为飞机设计中一个独立部门。
推动航电技术发展的主要动力来源于冷战时期的军事需要而非民用领域。数量庞大的飞机变成了会飞的传感器平台，如何使如此众多的传感器协同工作也成为了一个新的难题。时至今日，航电已成为军机研发预算中最大的部分。粗略地估计一下，F-15E、F-14有80％的预算花在了航电系统上。
航空电子在民用市场也正在获得巨大的成长。飞行控制系统（线传飞控），苛刻空域条件带来的新导航需求也促使开发成本相应上涨。随着越来越多的人将飞机作为自己出行的首要交通工具，人们也不断开发出更为精细的控制技术来保证飞机在有限的空域环境下的安全性。同时，民机天然要求将所有的航电系统都限制在驾驶仓内，从而使民机在预算和开发方面第一次影响到军事领域。

## 设计约束
飞机上的任何设备都必须满足一系列苛刻的设计约束。飞机所面临的电子环境是独特的，有时甚至十分复杂。
制造任何飞机都面临许多昂贵，耗时，麻烦和困难的方面，而适航性认证则是其中之一。随着飞机及机组人员愈来愈依赖于航电系统，这些系统的健壮性便变得非常重要了。建造航空电子系统的一个必要因素就是要求飞行控制系统在任何时候都不能失效。然而，飞机上任何一种系统都对健壮性有一定程度的要求。

### 集成
从航空电子工业的发轫时期开始，如何将及其众多的电子系统连接起来，密切有效地使用各种信息就是一个令人头疼的问题。当初如何在离散数据线上传递开关变量的简单问题，而今已演化为如何协调光线数据总线上传递的飞行控制数据的繁杂问题。空前复杂的软件也被用以应付空前苛刻的航空标准。
在今天，系统集成已成为飞机工程师们所面临的最大问题。不管一架飞机如何小，一定程度的集成也是必不可少的（例如电力供应）。大型飞机项目（像军用及民用）经常需要数百名工程师来集成这些复杂系统。

### 物理环境
飞行环境不同，系统用途各异。某些系统需要比其他更为健壮。今天所有的航空电子系统都需要通过特定水平的环境测试。所以鲁棒性设计日益重要。
测试的形式多种多样，许多飞机生产商更会预先规定如何测试。随着航电设备的广泛应用，各种适航认证（如英国的CAA或美国的FAA）制定了这些设备必须满足的性能标准。制造商们则在此基础上制定了这些设备必须满足的环境标准。
这些标准规定了航电制造商所必须遵循的飞机零件测试方法及等级。例如盐水喷射，防水性，模具成长，以及外部污渍之类的测试。
目前提供给制造商的这类航电标准有BS 3G 100、MIL-STD-810、DEF STAN 00-35等。在进行每一项单独测试前，我们首先得评估其是否适用。例如，盐水喷射测试对装在密封架内的设备就没有什么必要。制造商们通过交叉引用这些标准，维护测试等级，经常会生成更为通用的需求。这些需求并不规定性能，而是对设备的操作环境的一种描述。

### 电磁兼容性
众所周知，电磁兼容性（EMC）是一项评估电力电子系统相互影响的活动。在飞机世界里，电磁兼容性可导致各种各样的问题。飞机及其设备一般使用测试范围更广的特定标准，如DEF Stan 59-41、MIL-STD-464等。

### 振动
即使是最平稳的飞机（如民航干线飞机），振动也是一个非常严重的问题，对可靠性影响很大。更不用说像直升机那样颠簸的飞机，振动已成为设计中最主要的驱动因素。虽然有一些针对振动问题的飞机标准，但许多设计者们并没有意识到它们。共振问题对于每一架出厂飞机固然不同，更不用说对不同型号的飞机了。

### 系统安全性
飞机上的所有零部件都要定期接收系统安全性分析。在航电领域，这项工作主要是由各个国家的适航认证部门来执行的。对于民机，总是由FAA或者EASA(JAA)来认证其安全性。对于军机，虽然也有一些世界标准，但大部分军机买方认证执行的是当地标准（如DEF Stan 00-56)。是吗？
在飞机设计中，安全性设计一般表述为可靠性及耐用性，极大地影响着飞机设计方法。任何应用于航电系统的软件都要接受严格的安全性审查。

### 质量
航空电子设备的采购在全球范围内已被少数几大巨头所垄断。通过提供“盒装部件”，即所谓的现场可更换单元（LRU），打包，测试以及配置管理等活动，他们几乎垄断了整个航空电子产业。
对于任何工业领域，质量控制都是一个非常重要的部分。而在航空领域，航电产品供货商则可能毁了整个方案（参看波音Chinook事件）。如今ISO 9001所颁布的质量标准虽然已被主要工业所采用，而主要的飞机制造商对于他们所交付的文档和硬件还有更为严格的标准。人们经常说飞机不是依靠燃油飞行，而是依靠文档工作来飞行。因为任何一个LRU（一个无线电设备或仪器）都要产生大量的文档。

## 主要领域
如同电子学一样，航空电子学是个庞大的学科，对其简单分类很不容易。下文试图介绍一些感兴趣的领域，由此你可以深入研究它们。

### 飞机电子系统
在任何飞机上，驾驶舱都处于航电系统中最显著的位置。这也是最困难和最有争议的问题。所有可以直接控制飞机安全飞行的系统都可以由飞行员直接控制。那些对飞机安全性很关键的系统也都指向航电系统。

#### 通信系统
也许是航电系统中最先出现的，飞机和地面的通信能力从一开始就是至关重要的。远程通信爆发式的增长意味着飞机（民机和军机）必须携带着一大堆的通信设备。其中一小部分提供了关乎乘客安全的空地通信系统。机载通信是由公共地址系统和飞机交互通信提供的。

#### 导航系统
本文所关注的导航其含义为如何确定地球表面以上的位置和方向。
在通信系统出现不久，飞行能力就受限于上述这些条件了。从早期开始，为了飞行安全性，人们就开发出导航传感器来帮助飞行员。除了通信设备，飞机上现在又安装了一大堆无线电导航设备。

#### 显示系统
航电系统的独立出现是紧随这些功能的集成工作之后的。很早之前，生产商们就努力开发更可靠和更好的系统来显示关键的飞行信息。真正的玻璃驾驶仓是在最近5年才出现的。LCD或者CRT经常会倒退回传统的仪表。
如今，LCD显示的可靠性已足以让“玻璃”显示成为关键备份。但这只是表面因素。显示系统负责检查关键的传感器数据，这些数据能让飞机在严苛的环境里安全的飞行。显示软件是以飞行控制软件同样的要求开发出来的，他们对飞行员同等重要。这些显示系统以多种方式确定高度和方位，并安全方便地将这些数据提供给机组人员。

#### 飞行控制系统
多年来，平直翼飞机和直升机的自动控制飞行的方式是不同的。这些自动驾驶系统在大部分时间里（比如巡航或直升机悬停时）减少了飞行员的工作负荷和可能出现的失误。第一个简单的自动驾驶仪用于控制高度及方向，它可以有限地操控一些东西，如发动机推力和机翼舵面。在直升机上，自动稳定仪起同样的作用。直到最近，这些老系统仍自然而然地利用电子机械。

#### 防撞系统
为了增强空中交通管制，大型运输机和略小些的使用空中防撞系统（TCAS），它可以检测出附近的其他飞机，并提供防止空中相撞的指令。小飞机也许会使用简单一些的空中警告系统，如TPAS，他们以一种被动方式工作，不会主动询问其他飞机的异频雷达收发器信号，也不提供解决冲撞的建议。
为了防止和地面相撞，飞机上安装了诸如近地警告系统（GPWS），这种系统通常含有一个雷达测高计。新的系统使用GPS和地形和障碍物数据库为轻型飞机提供同样的功能。

#### 气象雷达
气象系统如气象雷达（典型如商用飞机上的ARINC 708)和闪电探测器对于夜间飞行或者指令指挥飞行非常重要，因为此时飞行员无法看到前方的气象条件。雷达可感知的暴雨或闪电都意味着强烈的对流和湍流，而气象系统则可以使飞行员绕过这些区域。
在最近，驾驶舱气象系统有了三项最重要的改革。首先，这些设备（尤其是闪电探测器如Stormscope或Strikefinder）已便宜了很多，甚至可以装备在小型飞机上了。其次，除了传统雷达和闪电探测器，通过连接卫星数据，飞行员可以获得远超过机载系统本身能力的雷达气象图像。最后，现代显示系统可以将气象信息和移动地图，地形，交通等信息集成在一个屏幕上，大大方便了飞行。

#### 飞机管理系统
飞行管理系统出现在20世纪70年代，在原有的自动导航及通信控制及其他电子系统的技术上发展起来的。柯林斯(Collins)和霍尼韦尔(Honeywell)公司分别在其参与研发的麦道和波音飞机上率先引入集成的飞行管理系统。随着技术的进步，飞行管理系统的重要性不断提高，成为飞机上最重要的人机交互接口。集成了飞飞行控制计算机，导航及性能计算等功能。中央计算机加上显示和飞行控制系统，这三个核心系统使飞机上的所有系统（不仅仅是航电系统）更易于维护，更易于飞行，更安全。
引擎的监控和管理很早就在飞机地面维护方面取得了一定进展。如今这种监控管理已经最终延伸到飞机上的所有系统，并且延长了这些系统和零部件的寿命（同时降低了成本）。集成了健康及使用状况监控系统（HUMS，Health and Usage Monitor Systems）后，飞机管理计算机就可以及时报告那些需要更换的零件。
有了飞机管理计算机或者飞行管理系统，机组人员就再也用不着一张张地图和复杂的公式了。再加上数字飞行公文包，机组人员可以管理到小至每一个铆钉的任何方面。
虽然航电设备制造商提供了飞行管理系统，不过目前还是倾向于由飞机制造商提供飞机管理和健康及使用状况监控系统。因为这些软件依赖于它们装载在何种飞机上。

### 战术任务系统
航空电子的主要发展方向已转向“驾驶舱背后”。军用飞机或者是用来发射武器，或者是变成其他武器系统的眼睛和耳朵。缘于战术需要，大堆的传感器装在军用飞机上。更大的会飞的传感器平台（如E-3D、JSTARS、ASTOR、Nimrod MRA4、Merlin HM Mk 1）除了飞机管理系统，还会安装任务管理系统。
随着精巧的军用传感器的广泛应用，它们已变得无所不在，甚至已流入军火黑市。警用飞机和电子侦察机如今则携带着更为精密的战术传感器。

#### 军用通信系统
民机通信系统为安全飞行提供了骨干支持，而军用通信系统则主要用于适应严酷的战场环境。军用极高频（UHF）、甚高频(VHF)（30－88Mz）通信和使用ECCM方法的卫星通信，再加上密码学，一起构成了战场上安全的通信环境。数据链系统如Link 11、16、22和BOWMAN、JTRS，甚至TETRA，这提供了数据（如图像，目标信息等）传输方法。

#### 雷达
空中雷达是主要的作战传感器之一。它和其地面基站一起，如今已发展得非常复杂。空中雷达最引人注目的一个变化就是可以在超远距离内提供高度信息。这类雷达从早期预警雷达(AEW)，反潜雷达(ASW)，一直到气象雷达(ARINC 708)和近地雷达。
军用雷达有时用来帮助高速喷气飞机低空飞行。虽然民用市场上的气象雷达偶尔也作此用，但都有严格的限制。

#### 声呐
声纳是紧随着雷达出现的。好多军用直升机上安装了探水声纳，他们可以保护舰队免遭来自潜艇和水面敌舰的攻击。水上支援飞机可以释放主动或被动式声纳浮标，他们也用以确定敌方潜水艇的位置。

#### 光电系统
光电系统覆盖的设备范围很广，其中包括前视红外系统（Forward Looking Infrared）和被动式红外设备 （Passive Infrared Device，PIDS）。这些设备都可以给机组提供红外图像。这些图像可以获得更好的目标分辨率，从而用于一切搜救活动。

#### 电子预警
电子支援（ESM，Electronic Support Measure）以及防御支援（DAS，Defensive Aids）常用于搜集威胁物或潜在威胁物的信息。它们最终用于发射武器（有时是自动发射）直接攻击敌机。他们有时也用以确认威胁物的状态，甚至是辨识它们。

### 机载网络
不管是军用的，商用的，还是民用先进机型的电子系统都是通过航空电子总线相互连接起来的。这些网络在功能上和家用电脑网络十分相似，然而在通讯和电子协议上区别很大。下面简要列出最常见的航空电子总线协议及其主要应用：
- 飞机数据网络（英语：Aircraft Data Network）（ADN）
- 航空电子全双工交换式以太网（AFDX）：商用飞机上ARINC 664的特定实现
- ARINC 429（英语：ARINC 429）：商用飞机
- ARINC 664（英语：Avionics Full-Duplex Switched Ethernet）：参照上述ADN
- ARINC 629（英语：ARINC 629）：商用飞机（波音777）
- ARINC 708：商用飞机上的气象雷达
- ARINC 717：商用飞机上的飞行数据记录仪
- MIL-STD-1553：军用飞机

### 警用及空中救护
警用及空中救护飞机（大部分属直升机）现在已成为一个重要的市场。军机现在也常常用来帮助应对民间的非暴力不合作事件。警用直升机几乎都安装了视频或红外热成像仪，这样就可以追踪嫌疑犯或任何他们感兴趣的东西。警用直升机也安装了探照灯和扩音喇叭，这和警车上的用途是一样的。
很显然，空中救护或急救直升机上需要医疗器械，而这些很少被当作航空电子设备。然而，很多急救和警用直升机需要在一些令人不安的环境中飞行，这就需要更多的传感器，其中一些直到最近还被认为是纯粹的军机设备。